# Andre Reed
Pour les articles homonymes, voir Reed.
Pro Football Hall of Fame 2014
(en) Statistiques sur pro-football-reference
Andre Reed est un joueur américain de football américain né le 29 janvier 1964. Il évoluait au poste de wide receiver, principalement avec les Bills de Buffalo.

## Biographie
Il fut retenu en 1985 par les Bills de Buffalo au quatrième tour de draft.
Reed a disputé 227 matchs de NFL, marquant 88 touchdowns dont 87 avec les Bills.  Il a cumulé 13 198 yards en réception (6e de tous les temps en NFL), avec un record de 1312 yards lors de la saison NFL 1989.
Avec 951 réceptions, il est 4e de tous les temps en NFL. Il a marqué l'histoire de la NFL avec trois touchdowns marqués pendant les deux derniers quarts temps d'un match de play-off contre les Houston Oilers alors que les Bills étaient menés 3-35, contribuant ainsi à la qualification de son équipe.

## Palmarès
- Finaliste du Super Bowl de 1991 à 1994
- Pro Bowl : 1988, 1989, 1990, 1991, 1992, 1993, 1994